# Ataenius yungasus
Ataenius yungasus är en skalbaggsart som beskrevs av Zdzisława Stebnicka 2001. Ataenius yungasus ingår i släktet Ataenius och familjen Aphodiidae. Inga underarter finns listade.